# Usopp
Usopp (ウソップ, Usoppu, também conhecido como God Usopp) é um personagem fictício da série em mangá One Piece criada por Eiichiro Oda. Ele faz parte do grupo principal, os Piratas do Chapéu de Palha, onde atua primariamente como atirador mas quando necessário cumpre outras posições como inventor, escultor e pintor. Usopp é caracterizado por sua covardia e fraqueza, e ainda por cima é um grande mentiroso, mas embarca com o protagonista Monkey D. Luffy almejando se tornar um bravo guerreiro dos mares assim como seu pai Yasopp. Ao longo da história ele se torna cada vez mais valente e por um certo tempo desenvolve um alter ego chamado Sogeking, Rei dos Atiradores (そげキング, Sogekingu). Uma piada recorrente é que suas mentiras em algum momento acabam se tornando realidade.
Usopp é um personagem de opiniões divisivas. Sua trajetória de coragem e destreza recebeu vários elogios, especialmente durante o período em que ele atua como Sogeking, mas seus momentos de medo e mentiras costumam ser criticados. Alguns analistas, no entanto, dizem que cenas assim tornam o personagem mais humano e relacionável. De forma semelhante, seu grau de popularidade também oscilou ao longo da publicação do mangá e varia entre o público de cada parte do mundo. Ele é constantemente comparado aos clássicos Pinóquio e O Pastor Mentiroso e o Lobo.

## Criação e concepção
Em rascunhos iniciais da tripulação dos Chapéus de Palha, foi mostrado que Usopp seria o vice capitão e teria um nariz menor remetendo ao seu pai. Ele não teria suas características como botânico, tais traços pertenceriam a Nico Robin, mas isso também foi alterado. Ao desenhar o design do personagem foram-lhe dados utensílios que remetessem à pirataria e artilharia, como faixas ao redor da cintura e os óculos de sniper. Usopp é conhecido por fazer caretas e expressões exageradas. Muitas delas são imaginadas pelo próprio Eiichiro Oda mas o autor já admitiu ter tirado inspiração no mundo real como em uma escultura na entrada da caverna Goa Gajah na Indonésia. Usopp, nas palavras de Oda, sempre será o integrante mais fraco do grupo principal não importa quantos personagens se juntem à tripulação. O autor afirma que faz isso para aproximar Usopp de uma ser humano normal e também diz que torná-lo mais forte quebraria o equilíbrio da história. Quando questionado por um fã sobre a etnia dos personagens caso existissem no mundo real, Oda disse que Usopp seria africano.

## Características do personagem

### Aparência
Usopp é conhecido por seu nariz comprido que ele herdou de sua mãe Banchina, mas também por seus lábios proeminentes e cabelo crespo. Em seu design inicial, ele vestia um macacão marrom com uma faixa branca na cintura, uma braçadeira de listras brancas e azuis no braço esquerdo e prendia o cabelo com uma bandana verde. Também possuia óculos de atirador que ele mantinha em sua cabeça. Após um salto de dois anos na história, Usopp retorna sem camisa e com calças amarelas presas a um suspensório vermelho. Seus novos óculos agora ficam ao redor de seu pescoço e ele mantém um headphone na cabeça junto de um chapéu branco. A braçadeira permanece. Usopp era caracterizado como magricela na primeira metade da obra mas depois se torna mais musculoso e ainda cultivando uma barbicha. Quando incorpora seu alter ego Sogeking ele veste uma capa vermelha junto de uma máscara em formato de Sol, amarela com detalhes azulados. Em entrevista, Eiichiro Oda revelou que a cor primária de Usopp e todo seu material promocional é amarelo.

### Personalidade

Usopp vestindo o disfarce de Sogeking.

Conhecido por ser um mentiroso compulsivo, Usopp também é retratado como covarde, assustado e ansioso. Tais traços são utilizados tanto de forma séria quanto para efeitos cômicos. Ele se surpreende com os feitos de força de seus companheiros e por muito tempo nutriu sentimentos autodepreciativos, tendo crescido com medo e incerteza da vida. Suas mentiras são um meio de lidar com a pressão mas por conta delas ele também se desenvolveu como um grande contador de histórias. Apesar de tudo, Usopp consegue deixar o medo de lado em situações de desespero, especialmente se seus amigos dependerem disso. Quando Usopp gosta de alguém, ele sequer permite que falem mal dessa pessoa. Ele admira muito seu pai Yasopp mesmo tendo sido abandonado e respeita muito a cultura guerreira dos gigantes, eventualmente desejando poder visitar seu lar Elbaf.
Usopp tinha muito amor pelo primeiro navio de sua tripulação, o Going Merry, já que os dois começaram a jornada juntos e o Merry foi um presente de sua amiga Kaya. Sempre que o navio era danificado, ele o consertava como podia. Entretanto, isso também era uma forma de lidar com suas inseguranças. Ele temia ser abandonado por seus companheiros da mesma forma que eles resolveram obter outro navio quando o Merry foi considerado além de reparos. Tudo isso resulta na criação de uma outra identidade chamada Sogeking, o Rei dos Atiradores, um suposto herói de uma ilha distante, tão grandioso que possui até música tema. Usando a máscara de Sogeking, Usopp consegue enganar a si mesmo para reunir coragem e forças até finalmente perceber que seu papel na tripulação é maior do que ele mesmo pensava. Após um salto de dois anos na história, Usopp retorna mais confiante e racional, porém ainda assustado perante oponentes e situações absurdas.
Além de atirador, Usopp cumpre várias outras funções no bando. Ele servia de carpinteiro e engenheiro até a entrada de Franky, é bom para projetar armas e também possui dons artísticos para escultura e pintura. Uma piada dentro da obra é que as mentiras de Usopp em algum momento se tornam realidade. Ele já inventou histórias fantasiosas que acabaram se realizando, como a existência de um peixe capaz de engolir embarcações, um país de anões, e muitas situações em que ele se vangloriou falsamente vieram a acontecer no futuro, como a vez em que ele afirmou já ter caçado um cérbero e depois encontrou um de verdade.

### Poderes e habilidades
Usopp é o membro mais fraco fisicamente dos Chapéus de Palha e por isso raramente se envolve em combate corpo-a-corpo, compensando suas fraquezas com suas habilidades como atirador. Ele luta de maneira não convencional, utilizando estilingues ao invés de armas de fogo. Seu primeiro era um estilingue comum que ele chamava de Ginga Pachinko (銀河パチンコ) mas após ter posse da tecnologia Dial de Skypiea, Usopp desenvolve um novo estilingue gigante chamado Kabuto (カブト) que atira com maior força, velocidade e distância. Seu arsenal inclui esferas de chumbo, bombinhas de pólvora, bombas de fumaça, jatos de fogo, shurikens, projéteis contendo gosma, óleo, e até mesmo ovos. Seu ataque mais poderoso até então era uma bala que libera um grande pássaro de fogo. Após treinar no arquipélago Boin e estudar a vegetação de lá, Usopp cria o Kuro Kabuto ("黒"カブト) que é capaz de mudar de tamanho. Sua munição principal se tornam as Sementes do Estouro (ポップグリーン, Poppu Gurīn, Pop Green), sementes de plantas hostis capaz de crescer instantaneamente até a forma adulta. As inúmeras sementes possuem os mais variados efeitos, tais como liberar gases flatulentos ou soníferos, lançar folhas cortantes, crescer caules perfurantes, desabrocharem em plantas carnívoras, provocar explosões, e uma delas ainda é capaz de brotar um enorme lobo de grama com um bulbo que produz ondas de choque. Todos os ataques envolvendo as Sementes do Estouro são chamados de Estrela Verde (緑星, Midori Boshi) seguido de um nome específico. Muitos dos nomes são retirados de espécimes reais como Platanus e Rafflesia. Usopp cultiva as sementes em um centeiro dentro de seu navio para não ficar sem munição. Suas habilidades de atirador fizeram com que ele manifestasse sua energia espiritual Haki na forma de Haki de Observação (見聞色の覇気, Kenbunshoku no Haki) que lhe dá a capacidade de sentir seres vivos à distância e através de objetos.
Fora da artilharia, Usopp carrega consigo uma coleção de Dials de propriedades diferentes: armazenar sons, armazenar ar, liberar luz e absorver impactos para redirecioná-los. Já que sua prioridade é bater e correr ou trapacear seus oponentes, ele ainda leva ketchup para criar sangue falso e um balão em formato de martelo gigante para intimidação. Apesar disso, quando necessário ele também possui um martelo de verdade.

## História
A primeira parte de One Piece se passa na metade dos mares da Grand Line chamada Paraíso por serem muito mais tranquilos e com mais influência da marinha. Já a segunda parte ocorre no chamado Novo Mundo onde vivem os piratas mais fortes de todos.

### Paraíso
Usopp nasceu na pequena Vila Syrup. Seu pai, Yasopp, deixou ele e sua mãe Banchina para se tornar um pirata. Quando Banchina adoeceu, Usopp começou a mentir dizendo que piratas estavam chegando em uma última tentativa de mantê-la viva. Ela acabou falecendo mas o hábito de mentir permaneceu em Usopp. Ele continuou dizendo dia após dia que piratas estavam invadindo a ilha, esperando que seu pai retornasse. Com o tempo ele ficou amigo de uma jovem rica e doente chamada Kaya, para quem ele inventava histórias para mantê-la entretida, e também de três crianças locais com quem fundou os "Piratas de Usopp". Anos mais tarde o cuidador de Kaya se revela como um procurado chamado Kuro que visava roubar sua fortuna e depois matá-la. Paralelo a isso, os Piratas do Chapéu de Palha comandados por Monkey D. Luffy chegam a ilha em busca de um barco. Eles se aliam a Usopp para derrubar Kuro e seus capangas e como gratidão são presenteados por Kaya com o navio Going Merry. Luffy convida Usopp para sua tripulação e ele aceita. Ainda através de Luffy, Usopp descobre que seu pai atualmente faz parte da poderosa tripulação dos Piratas do Ruivo. Zarpando para os mares da Grand Line, ele agora almeja ser um bravo guerreiro dos mares assim como Yasopp enquanto procura pelo lendário tesouro One Piece.
O bando rapidamente conhece a princesa Nefertari Vivi do reino de Alabasta que estava sofrendo um golpe de estado nas mãos do pirata Sir Crocodile. Eles decidem ajudá-la e no caminho param na ilha Little Garden onde Usopp se maravilha com os gigantes Dorry e Brogy e decide que um dia visitaria Elbaf, o reino dos gigantes. Em Alabasta ele e Chopper se unem para derrotar dois servos de Crocodile. Com Alabasta salva, os Chapéus de Palha seguem viagem e conseguem subir uma correte de água ascendente para chegar na ilha do céu Skypiea. Lá Usopp adquiri vários aparelhos avaçados chamados Dials que são usados para fortificar seu arsenal e também percebe que o Going Merry está ficando muito danificado. A viagem continua até a cidade marítima Water 7 onde Luffy decide que eles precisam de um outro navio. Usopp se opõem a essa decisão e o conflito escala em uma luta contra seu capitão pela posse do Merry. Usopp é derrotado e deixa a tripulação. Conforme os Chapéus de Palha se voltam contra o Governo Mundial para resgatar sua companheira Nico Robin, Usopp os segue até o centro judiciário Enies Lobby sobre o disfarce de Sogeking e oficialmente declara guerra ao queimar uma bandeira do governo. Durante o conflito ele liberta Robin ao disparar contra os marinheiros que a prendiam e depois se revela a Luffy para dá-lo apoio em sua luta contra o assassino Rob Lucci. Fugindo vitoriosos, os Chapéus de Palha se juntam para realizar um funeral digno ao Merry antes de adquirirem um novo navio, o Thousand Sunny. Usopp pede perdão e é aceito de volta na tripulação.
Rumo ao arquipélago Sabaody, a última parada antes de completar meia volta ao mundo, o bando atraca em Thriller Bark onde Usopp se torna Sogeking uma última vez para derrotar Perona. Em Sabaody eles são separados pelo pirata aliado ao governo Bartholomew Kuma e Usopp é mandado para o arquipélago Boin onde fica ilhado por dias. Eventualmente ele é comunicado que Luffy perdeu seu irmão Ace em um combate contra a Marinha. Luffy envia uma mensagem para seus companheiros dizendo que eles devem continuar separados por dois anos com o objetivo de treinarem e ficarem mais fortes. Usopp então permanece em Boin sobe a tutela do cavaleiro Heracles, aprendendo a transformar a vegetação local em armas.

### Novo Mundo
Após dois anos treinando, Usopp se reune com seus companheiros em Sabaody e eles partem para a submarina Ilha dos Homens-Peixe onde conhecem Jinbe, um aliado de Luffy, e o ajudam a resolver um conflito racial que acontecia por lá. Eles depois seguem para Punk Hazard e Usopp é um dos membros que enfrenta os lacaios do vilão Donquixote Doflamingo. Em Dressrosa, o lar da família Donquixote, os Chapéus de Palha são separados com Usopp sendo um dos que permanece no local. Após mentir para a nativa tribo Tontatta, Usopp se envolve em seus planos para derrubar os Donquixote e acidentalmente consegue vencer a oficial Sugar que transformava pessoas em brinquedos. Como consequência, todos os transformados se tornam seguidores de Usopp e depois juram lealdade a Luffy criando a Grande Frota dos Chapéus de Palha.
O grupo tenta se reunir em Zou mas é revelado que Sanji foi sequestrado pela imperadora Big Mom. Luffy pega metade do bando para resgatá-lo e a outra metade, em que Usopp estava, vai na frente até o país de Wano onde eles enfrentariam o imperador Kaido. Disfarçado de mercador com o nome Usohachi, ele começa a espalhar mensagens secretas para formar aliados. Chegada a noite da batalha, Usopp permanece dando suporte a Nami enquanto enfrentam a armada de Kaido.

## Aparições em outras mídias

Usopp ao lado de Trunks em Cross Epoch.

Sendo um dos primeiros personagens principais que foram apresentados, Usopp está presenta em todos os filmes de One Piece. No longa Stampede, Usopp ajuda na luta contra o vilão Douglas Bullet destruindo o robô gigante que ele pilotava. No curta da Fuji TV Kyutai Panic Adventure! (球体パニックアドベンチャー!, Kyutai Panikku Adobencha!), Usopp e os Chapéus de Palha enfrentam os Piratas de Arlong enquanto Luffy e o Astro Boy ajudam Goku a lutar contra Freeza. Já na sequência Kyutai Panic Adventure Returns! (球体パニックアドベンチャーリターンズ!!!, Kyutai Panikku Adobencha Ritanzu!!!), Usopp junto de Nami e Chopper resgatam Ryotsu Kankichi, de KochiKame, quando ele se torna vítima da luta entre Luffy e Goku contra Enel. No especial de TV Dream 9, Usopp e Robin assistem seus companheiros disputando uma corrida contra os elencos de Dragon Ball e Toriko. No final do evento Usopp divide uma bebida com Gohan antes de serem atacados pelo monstro marinho Akami. Ainda com Dragon Ball, no crossover Cross Epoch, os personagens principais de ambos mangás formam duplas para chegar na festa do chá de Shenlong. Usopp aparece junto de Robin e Trunks como piratas espaciais subordinados ao capitão Vegeta. Usopp é interpretado pelo ator Jacob Romero Gibson na série em live action produzida pela Netflix.
Além de ser jogável em inúmeros jogos de sua própria franquia, Usopp também é destaque em títulos criados com personagens da revista Shōnen Jump, por exemplo Battle Stadium D.O.N que apresenta personagens de Dragon Ball, One Piece e Naruto. Ele é um personagem de suporte nos jogos Jump Super Stars e sua sequência Jump Ultimate Stars de Nintendo DS. No game mobile Jumputi Heroes, Usopp aparece como jogável através do sistema gacha e como inimigo na campanha. Sogeking também está presente como um personagem separado.
Usopp é mencionado em músicas licenciadas de One Piece e também de outros artistas. Em "Usopp*Drop" o personagem conta histórias fantatiosas enquanto canta e em "Fly Merry Fly ~ Sayonara Merry" ele declara seu amor e orgulho pelo Going Merry. Já a canção "A Thousand Dreamers" mostra os Chapéus de Palha cantando enquanto viajam pelo Thousand Sunny após dois anos separados. A tripulação ainda é destaque na música "A-ra-shi: Reborn" da boy band japonesa Arashi. No clipe oficial, a banda e os Chapéus de Palha se aventuram juntos e depois se apresentam em um palco.

## Recepção

### Popularidade e críticas
Usopp é um personagem de popularidade oscilante. Nas enquetes realizadas com o público japonês, a posição mais alta que ele já alcançou foi o sexto lugar enquanto a mais baixa foi o décimo quinto lugar. Na pesquisa aberta para fãs de todo o mundo, ele novamente esteve em décimo quinto colocação no ranking geral. Sua colocação mais alta foi em décimo lugar no quadro da América Latina e Caribe. Em uma votação de "cenas de quebrar o coração" feita para comemorar os dez anos de One Piece, Usopp pedindo perdão a Luffy ficou em décimo lugar e seu passado com sua mãe em oitavo. O site de entretenimento GameRant colocou Usopp em sua lista dos personagens de anime mais preguiçosos de todos os tempos, dizendo que no início ele era um alívio cômico que fugia dos conflitos ao invés de contribuir. Entretanto, o site é grato pelo crescimento de Usopp que o tornou um dos membros mais valiosos da tripulação.
O jornal digital de quadrinhos Comic Book Resources analisou o personagem como o azarão perfeito, afirmando que Usopp é o personagem mais normal e humano dos Chapéus de Palha já que seus poderes não são tão grandiosos e seu passado não tão trágico quanto o de seus companheiros. Porque as probabilidades estão tão contra ele, os momentos em que ele brilha realmente se destacam. A Crunchyroll também elogiou a evolução de Usopp de mentiroso para herói. A plataforma nota, em especial, seu tratamento no arco Enies Lobby onde o navio Merry que estava quebrado e machucado era uma metáfora sobre os sentimentos de Usopp em relação aos sentimentos de Usopp e como ele se sentia inútil. A Crunchyroll também fala bem de Sogeking, chamando o alter-ego de "a mentira que Usopp conta para si mesmo a fim de se tornar mais forte". A recepção geral de Sogeking foi bastante positiva, com muitas piadas sendo feitas entre os fãs dizendo que ele é o personagem mais poderoso da obra.

### Impacto cultural
O personagem é muito querido pelo público e é alvo de muitas homenagens como cosplays e animações de fãs. Ele já foi desenhado por Hideaki Sorachi, autor de Gintama, em seu estilo próprio de arte durante uma comemoração de One Piece. Usopp ainda fez aparições cameo em outras obras como Aquaman.
Usopp aparece anualmente no parque Universal Studios Japan para o espetáculo One Piece Premier Show em diversas atrações, incluindo apresentações com pistola d'água. O show teve sua primeira edição em 2007 e se tornou anual a partir de 2010. Ele e outros personagens da série marcaram presença nas diversas atrações do parque temático Tokyo One Piece Tower até o fechamento do parque em 2020 devido à pandemia de COVID-19. Outro evento japonês que contou com a participação de Usopp e os Chapéus de Palha foi o One Piece Water Spectacle, um show realizado através de projeções 3D e com o uso de jatos d'água e luzes, realizado no shopping Canal City Hakata na cidade de Fukuoka. Usopp está presente na peça de teatro kabuki "Super Kabuki II: One Piece" lançada em 2015 e reprisada em 2017. Ele aparece brevemente no segmento de Sabaody porém não é creditado o nome do ator. Uma versão estudantil de Luffy aparece nos comerciais da campanha "Hungry Days" feita pela Nissin para promover seu macarrão instantâneo. Usopp possui uma estátua de bronze localizada na cidade de Aso, na prefeitura de Kumamoto, em frente à estação de trem.  A estátua é parte de uma iniciativa em homenagem a Eiichiro Oda que doou uma quantidade considerável de dinheiro à sua terra natal após a devastação do terremoto de 2011.